# Liana Liberato

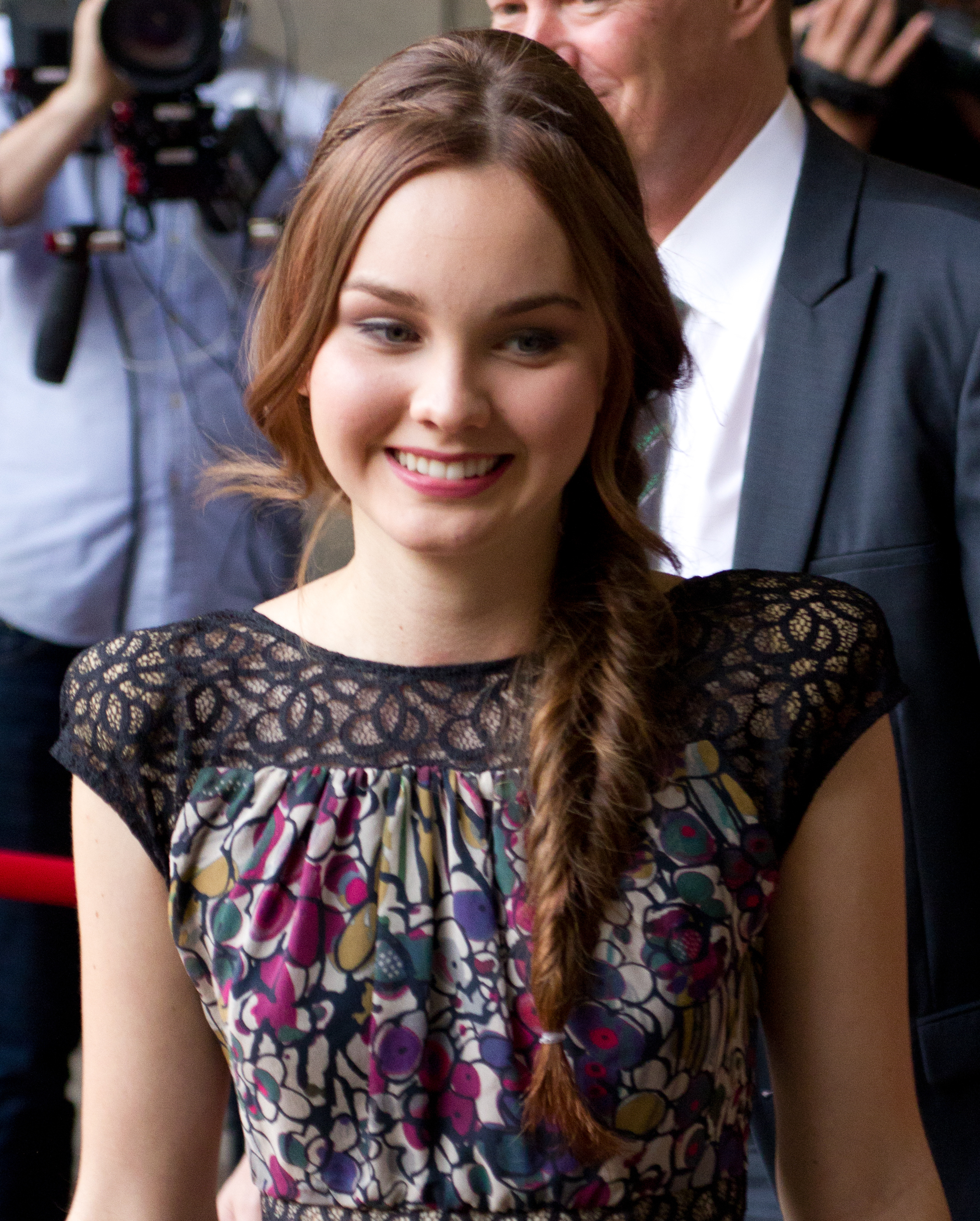
Liana Liberato beim Toronto International Film Festival 2012

Liana Daine Liberato (* 20. August 1995 in Galveston, Texas) ist eine US-amerikanische Schauspielerin.

## Leben
Liana Liberato hatte Rollen in diversen Fernsehserien wie CSI: Miami, Cold Case – Kein Opfer ist je vergessen oder Dr. House und wirkte in mehreren Spielfilmen mit. Bekannt wurde sie unter anderem durch ihre Hauptrolle in dem Spielfilm-Drama Trust an der Seite von Clive Owen aus dem Jahr 2010 und dem Spielfilm Trespass (2011) mit Nicolas Cage und Nicole Kidman. 2013 stand sie für den Film Dear Eleanor – Zwei Freundinnen auf der Suche nach ihrer Heldin neben Isabelle Fuhrman vor der Kamera, der im Juli 2016 veröffentlicht wurde. 2017 war Liberato im Filmdrama To the Bone zu sehen, in dem sie die Halbschwester der magersüchtigen Ellen, gespielt von Lily Collins, spielt. 2018 bis 2019 hatte sie eine Hauptrolle in der Horrorserie Leicht wie eine Feder.

## Filmografie (Auswahl)
- 2005: Cold Case – Kein Opfer ist je vergessen (Cold Case, Fernsehserie, Episode 2x19)
- 2005: CSI: Miami (Fernsehserie, Episode 3x21)
- 2007: Das Geheimnis der kleinen Farm (The Last Sin Eater)
- 2008: Dr. House (House, Fernsehserie, Episode 4x10)
- 2008–2009: Sons of Anarchy (Fernsehserie, 2 Episoden)
- 2010: Trust
- 2011: Trespass
- 2012: Die Logan Verschwörung (The Expatriate)
- 2012: Love Stories (Stuck in Love)
- 2013: Free Ride
- 2013: Haunt
- 2014: Wenn ich bleibe (If I Stay)
- 2014: The Best of Me – Mein Weg zu dir (The Best of Me)
- 2016: Dear Eleanor – Zwei Freundinnen auf der Suche nach ihrer Heldin (Dear Eleanor)
- 2017: Novitiate
- 2017: To the Bone
- 2017: 1 Mile to You
- 2018: Measure of a Man
- 2018: Banana Split
- 2018–2019: Leicht wie eine Feder (Light as a Feather, Fernsehserie, 26 Episoden)
- 2019: To the Stars
- 2019: The Beach House
- 2020: Day by Day (Fernsehserie, Episode 1x05)
- 2022: Dig or Die (Dig)
- 2022: A Million Little Things (Fernsehserie, 2 Episoden)
- 2023: Scream VI
- 2023: Hidden Exposure
- 2023–2024: Based on a True Story (Fernsehserie, 12 Episoden)
- 2023: Totally Killer – Gefährliches Spiel mit der Zeit (Totally Killer)
- 2024: Criminal Minds (Fernsehserie, 5 Episoden)
- 2025: Feel

## Auszeichnungen
Für ihre Rolle im Drama Trust erhielt Liana Liberato 2010 den Silver Hugo Award for Best Actress beim 46. Chicago International Film Festival.